# پال دینی
پال دینی (انگلیسی: Paul Dini؛ زادهٔ ۷ اوت ۱۹۵۷) یک فیلم‌نامه‌نویس،نویسنده کمیک و تهیه‌کننده تلویزیونی اهل ایالات متحده آمریکا است.
از کار های برجسته او می توان به مجموعه کمیک WORLD`S GREATEST SUPERHEROES و بتمن : خیابان های گاتهام و جینگل بل و بازی بتمن:تیمارستان آرکهام و بتمن:شهر آرکهام و مجموعه انیمیشنی بتمن اشاره کرد.او تا به حال برنده 5 جایزه امی و برنده جایزه های ایزنر و هاروی شده است.